# بروتين الغطاء المعقد الثانوي
بروتين الغطاء المعقد الثانوي (بالانجليزية:COPII)
الخلايا حقيقة النواة تحتوي على عدد مختلف من أجزاء مستقلة من الغلاف التي لها أدوار متخصصة. كل جزء يعتمد على مزيج من البروتينات وذلك لتميزه وتحسين اداء وظيفته. للعديد من الأجزاء، البروتينات تصل عن طريق حويصلات الغشاء الصغيرة التي تنتقل عبر الخلية من الجزء الأولي (المنشأ). حويصلات الغشاء الصغيرة التي يتم تصنيعها عن طريق العمل من بروتينات الغطاء والتي تغير شكل الغشاء إلى شكل حويصلات وفي ذات الوقت تحديد البروتينات التي تحتوي هذه الحويصلات. بروتينات الغطاء المعقد الثاني (COPll) عبارة عن مجموعة من البروتينات التي يتم حفظها بعناية هي المسؤولة عن صنع حويصلات الغشاء الصغيرة والتي تنشأ من الشبكة الاندوبلازمية. تكوين وحركة هذه الحويصلات المستخرجة (COPll) هي خطوة حاسمة في مسار افراز الخلايا، التي يتم من خلالها نقل بروتينات الغشاء من مكان انتاجهم من الشبكة الاندوبلازمية إلى أجزاء أخرى بالغشاء.
في علم الخلية هنا، علينا أولاً النظر في البروتينات الخمسة التي تشكل الجوهر المحافظ في الية إنشاء حويصلات (COPll) ونلقي نظرة كيف انها قادرة على تشكيل الأغشية، وتحديد البروتينات التي تحتاج إلى نقلها، وتشكيل غطاء (طبقة) البوليمر الذي ينتج في الحويصلة. بعد ذلك ندرس المزيد من الاكتشافات الحديثة التي تظهر كيف الخلل في بروتين الغطاء المعقد الثاني (COPll) يمكن أن يؤدي إلى أمراض.
وأخيراً، نحن نستكشف بإيجاز كيف ان عوامل اضافية يمكن ان تعمل مع بروتينات (COPll) لتعزيز كفاءة النقل في حالات معينة. جنباً إلى جنب مع الملصقات المصاحبة، نحن نأمل أن تكون هذه لمحة موجزة وتشجيع القراء على التفكير كيف ان فعالية أو ضعف النقل من الممكن أن تأثر على نشاط البروتينات التي يدرسونها.

## تكوين بروتينات (COPll) الخمسة الأساسية والحويصلات
تتكون آلية بروتينات الغطاء الثاني (COPll) من خمس بروتينات عصاري خلوي sar 1,sec 23,sec 24 ,sec 13 ,sec 31 في الخلايا sec 13 و sec 24 توجد في مَثنويّ مُغَاير ضيق، التي تشكل غطاء (COPll) الداخلي، في حين تم العثور على sec 13 و sec 31 في مَثنويّ مغاير مستقر من وحدتين لكل منهما والتي تشكل طبقة (COPll) الخارجي. Sar 1 وهذين النوعين (sec13 و sec 31) من المجموعات المستقرة تستخدم بالتتابع إلى غشاء الشبكة الاندوبلازمية والعمل معاً لصنع حويصلات (COPll) كاملة. في معظم الكائنات الحية حقيقية النواة وهذا الاستعمال للغشاء لا يحدث عفوياً عبر السطح الداخلي للشبكة الاندوبلازمية.
بدلا من ذلك، يتم توظيف بروتينات COPll الموجودة في السايتوسول والبروتينات المحمولة على الغشاء في فصل مناطق على غشاء الشبكة الاندوبلازمية، تسمى الشبكة الاندوبلازمية الانتقالية (Budnik and Stephens, 2009; Bannykh et al., 1996).وهي مواقع صغيرة يكون نشاط COPll فيها عالي.توطين نشاط COPll في هذه المناطق الانتقالية يساعد في الحفاظ على تركيز معين لبروتينات COPll , والتمكن من إعادة توظيفهم كبروتينات معطف، حيث تعود للغشاء مرة أخرى لإستخدامها في المرات القادمة لحويصلة أخرى.
sar1 هو البروتين الذي يبدأ بعملية تكوين الحويصلة COPll , وهو انزيم هيدروليز ل GTP صغير (small GTPase), الذي نشاطه مماثل لبروتينات الجي الصغيرة الأخرى. في المرحلة التي يكون فيها GDP رابط على sar1 , يكون sar1 خامل في السايتوبلازم. وفي المرحلة التي يربط بها مع GTP , ينشط sar1 من خلال التعرض ل (amphipathic N-terminal α-helix), المغمور في غشاء الشبكة الاندوبلازمية (Lee and Miller, 2007; Bielli et al., 2005).
هذه العملية تقتصر على غشاء الشبكة الاندوبلازمية فقط، لان Sec12المسؤول عن تبادل الغوانين (GEF)مع السار 1 , بحيث يقوم بتحفيزه، موجود على الشبكة الاندوبلازمية فقط.(Weissman et al., 2001).يقوم sar1 بدور الركيزة لمكونات COPll الأخرى، لذلك هو يحفزعلى توظيف المكون التالي لCOPll , وهو (sec23-sec24).(sec23-sec24)هوالبروتين الذي يأتي إلى المكان الذي تم فيه تفاعل مباشر بين sar1 و Sec23 . هذا التفاعل المباشر له دور بنائي في تجميع المعطف الداخلي على الغشاء، وايضا له دور تحفيزي.Sec23هو بروتين محفز لGTP هيدروليز ل sar1 , أي (GAP), حيث يسرع من نشاط GTP هيدروليز لsar1 . (النشاط الكامل ل GTPase), بعد التجمع الكامل لمعطف COPll يعقبها وصول المعطف الخارجي (sec13 –sec 31).
.(Yoshihisa et al., 1993; Antonny et al., 2001).
هذه الاضافات من GTPase يعتقد ان لها دور في النشاط التحفيزي الذي ساهم في الية التوقيت لتجميع الاوامر من مكونات المعطف، دورة التكوين للحويصلة والتفكيك للمعطف من غشاء حويصلة (COPll). يعتبر Sar24 مكون الوحدات الرئيسية المسؤولة عن ارتباط حمولة البروتينات على الغشاء للشبكة الاندوبلازمية والحفاظ على تركيهم لتكوين الحويصلة. العديد من البروتينات الموجودة في السيتوبلازم لديها تسلسل من الإشارة (التصدير) المحددة في المجالات الخاصة لوضع علامة عليها لنقل ال (COPll). العديد من أنواع تسلسل إشارة COPll (ثنائي الحمض، طرف كاره الماء، العناصر العطرية). قد تم التعرف على عدد من التجاويف وتسلسل اشارات مقابلة التي تربط على سطح Sec24 وتم وصفه بالمواقع أ، ب، ج. ليس كل البروتينات التي تحتاج إلى ترك الشبكة الاندوبلازمية تحنوي على إشارة لتوجيه الربط إلى Sec24.
يتم احضار sec24 إلى موقع تكوين حويصلة COPll من خلال تفاعله مع sec23.يتم تضمين بعض البروتينات التي قد تتفاعل مع محول النقل، ويتضمن حويصلة COPll من خلال التفاعل المباشر وغير المباشر. لا يزال بروتينات أخرى قد تدخل بشكل سلبي حويصلا COPll عن طريق الانتشار البسيط بعملية تسمى التدفق الضخم.
من تلك البروتينات البضائع تم اختبارها وتوجد عدة منها في حويصلات COPll بتراكيز اعلى من نموذج التدقف الضخم المقترح، مشيرا إلى ان الصنف التركيزي بوساطة sec24 يمكن ان يكون هو القاعدة.
لانجازهذه المهمة: المجمعات من sec13 و sec31 تتبلمر، في حين تتفاعل sec31 مباشرة مع sec23 وsar1.
تحت ظروف معينة من المختبر ويمكن للجزيئات ان تتبلمر في القمم لتشكيل حواف (اقفاص فارغة) مستديرة sec31 sec13 . التي توضح قدرتها على توفير الإطار الهيكلي لتشكيل الحويصلة كما البراعم بالة غشاء الشبكة الاندوبلازمية المانحة.
وخلافا لبعض المعاطف حويصلة أخرى، COPII لا يتطلب GTPase المتخصصة، مثل dynamin، إلى انقباض عنق الحويصلة تشكيل والإفراج عنها من الغشاء. مكونات COPII النقاء وحدها قادرة على شكل حويصلات صغيرة من الغشاء الحويصلية الاصطناعية (ماتسوكا وآخرون، 1998). النتيجة النهائية لهذه العملية هو غشاء الحويصلة كروية تقريبا 60-70 نانومتر في الحجم الذي يحمل حمولة البروتينات إلى المقصورة المتوسطة ER-جولجي أو، في الخميرة، وربما مباشرة إلى غشاء رابطة الدول المستقلة جولجي. هذه العملية تعمل بشكل جيد لمجموعة واسعة من البروتينات البضائع المتاجر بهم من لائحة، ولكن ما يمكن أن يحدث إذا كان أحد هذه البروتينات COPII الأساسية خمسة في عداد المفقودين أو تحور؟

## ارتباط بروتينات الغطاء بالأمراض
وقد تم دراسة الطبيعة الجزيئية لهذا التغيير من الاحماض الأمينية ووتبين الطفرة بالقرب من البروتين (Sec 23 A) الذي يربط مع (Sec 31). والفشل في تقوية (Sec 31) يؤدي إلى انخفاض كبير من حزم البروتينات المحملة في المختبر، ويرافقه تورم في الشبكة الاندوبلازمية مع المواد غير المنقولة في الجسم الحي.
بالإضافة إلى ذلك، تظهر الانسجة التي هي الأكثر تضررا من هذا المرض للتعبير عن مستويات منخفضة من (Sec 23B), مما يشير إلى ان هذه الانسجة لا تملك ما يكفي من (Sec 23) التي تعمل بكامل طاقتها بشكل عام.
تم العثور على العديد من الطفرات المنفصلة في (Sec 23B) في المرضى الذين يعانون من مرض يسمى الخلقية نوع من فقر الدم الثاني ( CDAII ) تظهر اعراض هذا المرض نتيجة نقص في خلايا الدم الحمراء أو ظهور عدد كبير من خلايا الدم الحمراء التالفة (غير طبيعية شكليا).
تظهر البروتينات المختلفة في هذه الخلايا بالغلايكوزيل غير الناضج مشيرا إلى عيوب النقل، ولكن كيف يمكن ان تكون ذات صلة في خلل الانقسام السيتوبلازمي في الخلايا متعددة النوى غير واضحة؟
تحليل التعبير الجيني يكشف عن زيادة RNA في (B sec 23) التي كانت (5-7) اضعاف أكبر من تلك التي في (sec 23A).
كما في الحال في الطفرة (Sec 23 A) يبدو ان طفرات (Sec 23B) تؤثر فقط على انسجة محددة قد يكون (sec 23A) & (Sec 23B) زائدة عن الحاجة وظيفيا وقادرة على تعويض كبير عن بعضها البعض في الانسجة غير المتأثرة حيث عادة ما تكون على حد سواء اوضح.
تظهر التقارير الاخيرة ان كودونات الإيقاف السابقة لأوانها في (Sec 24B) تؤدي إلى ظهور خلل في الانبوب العصبي الرئيسي في الفئران.إضافة إلى تماثل الفئران المعدلة وراثيا مع انشقاق القحف والسيساء والعديد من الظواهر الأخرى التي تشير إلى عيوب في مستو مسار الخلية القطبية في تنظيم الأنسجة.
تم الكشف عن البروتينات المحملة التي تشارك في اقامة قطبية الخلية وأن بروتينات الغشاء (Vangl2) يبدو أنه تعبأ خصيصا من قبل البروتين (Sec 24B).وأظهر دخول بروتينات الغشاء (Vangl2)إلى الحويصلات (COPII) في المختبر أن التغليف تم خصيصا بوجود (Sec 24B)وليس أي نوع اخر.
في تحليل الخلايا الليفية الأولية المتحولة أظهرت وجود خلل اتقائي في نقل بروتينات الغشاء. أما بالسبة للبروتين Sec 24B فهو بروتين متعدد الاستعمال لكن في هذه الحالة نشاطه يطهر باحتوائه على موقع ارتباط على الأقل واحد من البروتينات المحملة الذي لا يمكن تعويضه بوجود نوع اخر من Sec 24 .

## عملية التبرعم
يبدأ تشكيل حويصلة COPII عن طريق تبادل GDP–GTP على Sar1 المُحفّز بواسطة غشاء جوانين (عامل تبادل النيوكليوتايد)Sec12, وبالتالي فإن عمل COPII يتم بواسطة نموذجGTP محدد ونشط من GTPas Sar1 صغير.
بروتين الGTPase بروتين الغطاء المعقد الثانوي هو بروتين يحلل ثلاثي فوسفات الغوانوزين ويتصرف كمحوّل جزيئي فيتبدل سلوكه بناءاً على دوره، بين نَشط وجزء لا يتجزأ من غشاء GTP, أو غير نشط في GDP الذائبة.
Sar1 المحاط ب GDP الذائب ينجذب إلى الجانب العصاري الخلوي من الشبكة الإندوبلازمية، و Sec12 وهو بروتين الغشاء الموجود في ER بمثابة عامل (قطع واستبدال) لنيوكليوتيدات الجوانين، من خلال تحفيز إطلاق GDP للسماح بربط GTP, الآن وفي حالة احاطة GTPSar1p يخضع لتغيير تكويني يعرض الذيل الكاره للماء والذي يندرج في طبقة ثنائية الدهون، للارتباط بالغشاء.
وعند ارتباط Sar1 على الغشاء لمرة واحدة، ترتبط تجمعات بروتينات الغطاء Sec23p/24p and Sec13p/31p بالغشاء بشكل متتابع، وتتصل هذه البروتينات ب Sar1في وقت واحد ليتم استعدادها بحمولتها للتوجه إلى غشاء تجمع غولجي في منطقة سيس التي تكون مقابلة لنواة الخلية.
ثم تتجمع كل من Sec23p/24p-Sec13p/31p-Sar1p لتشكل تجمعاً أكبر بكثير مما كانت عليه، والذي بدوره سيشكل شبكة تحدث تشوهاً في الغشاء بشكل كافي لتبرعم الحويصلة للخارج.

## تغييرات تكوينية
COPII يمتلك ثلاثة مواقع ربط محددة التي من الممكن ان تكون معقدة، وفي الصورة على اليمين، (Sed5)يستخدم تجمع Sec22 t-SNARE للربط، وبما أن هذا الموقع يربط بقوة فهو الأكثر تفضيلاً.

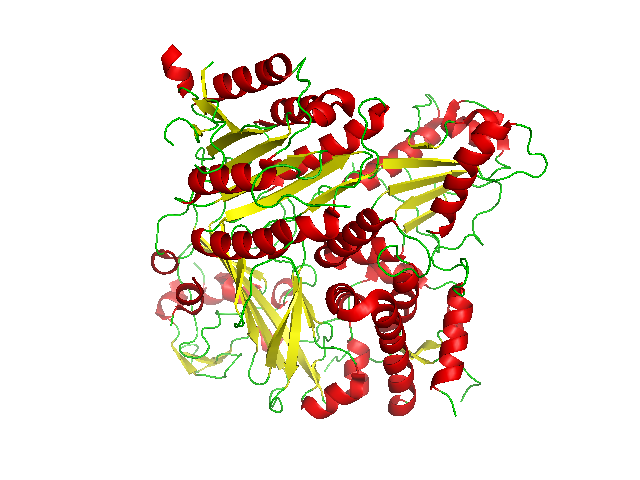
تشكل البروتين المعقد COPII مع بروتين الكمين بروتين BET1.

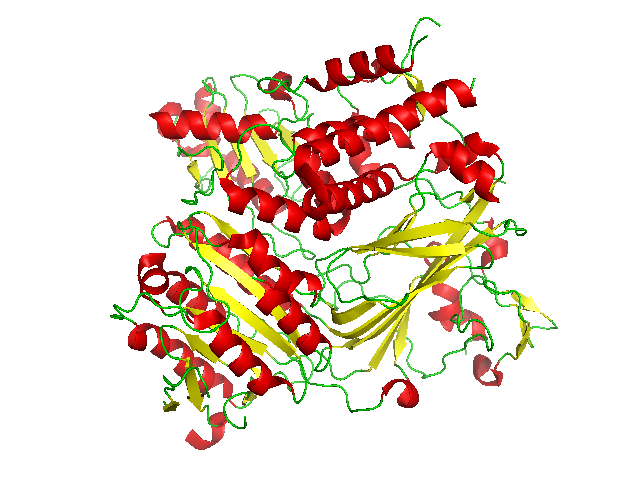
تشكل البروتين المعقد COPII مع بروتين الكمين STX5.
}}

### بروتينات الغطاء COPII في حقيقيات النوى
بروتينات الغطاء COPII يتم حفظها بشكل متطور، حيث تعتبر من المكونات الاساسية لغطاء الخميرة COPII, سواء في الثدييات أو غيرها من حقيقيات النوى. ومع ذلك، بالمقارنة مع جينوم الخميرة، حيث فقط SEC24 هو من يمتلك محددات تعريفية (LST1 ISS1), اثنان وعشرون جينوم ثدييات يحتوي على نظائر متعددة لكل مكون من البروتين الغطائي COPII، باستثناء SEC13.هناك نظيرين ل SAR1 هما (SAR1A , SAR1B), ونظيرين لSEC23 هما (SEC23AوSEC23B), وأربعة لSEC24
(SEC24A, SEC24B, SEC24C, SEC24D), واثنين لـ SEC31A ,SEC31B) SEC31).النظائر المتنوعة لـ COPII في الثدييات، قد تساهم بمجموعة كبيرة من اغلفة COPII, ويحتمل ان تسهل عملية نقل الحمولة بانتقائية بطريقة الأنسجة المحددة.34 من الروابط البديلة يمكن ان يسهم في زيادة تنوع الحويصلة بروتين الغطاء المعقد الثانوي وفي اختيار الحمولة كذلك.

## مسار COPII والمرض الدموي
هناك أمراض متعددة، دموية وغير دموية، ناتجة عن خلل في المسار الإفرازي المُبكّر لـ COPII وبالتالي فإن الخلل في آلية التصدير من الشبكة الاندوبلازمية، يسبب نوعين من الامراض الدموية، النوع الثاني من فقر الدم الخُلقي (CDAII,Congenital dyserythropoietic anemia type II), ونقص تجمع عوامل التخثر الخامس (V (FVوالثامن (VIII (FVIII,F5F8D, حيث يتميز F5F8D بانخفاض مستويات عوامل التخثر الخامس والثامن إلى ∼ 10% عن الطبيعي، مع مظاهر نزيف خفيف عموماً، وهما مرضان دمويان معروفان، ناتجان عن خلل في نظام النقل من الشبكة الاندوبلازمية (ER)-إلى- جهاز غولجي. CDAIIتسببه طفرات في الجين SEC23B, الذي يشفّر المكوّن الأساسي من بروتين الغطاءالمعقّد الثاني (COPII)أما F5F8D فينتج من طفرات إما في LMAN1(اللكتين الرابط للمانوز، بروتين 1) (بالإنجليزية: Mannose-binding lectin)أو (MCFD2 (multiple coagulation factor deficiency protein 2, التي تشفّر تجمع المستقبلات LMAN1-MCFD2 في الشبكة الاندوبلازمية(ER).
الأمراض المتعددة التي تصيب الإنسان وتكون ناجمة عن خلل في النقل من الشبكة الإندوبلازمية (ER) -إلى-جهاز غولجي تمت متابعتها على مدى السنوات ال 14 الماضية، وتم التعرف منها أيضاً على مرض أندرسون أو اضطراب التخزين الوراثي (CMRD), وهو نتيجة سوء امتصاص الدهون من النظام الغذائي وبالتالي تراكم كيلومكرونات في بالبطانة المعوية، وهذه النتائج تكون من طفرات في SAR1B, وهو مكون من بروتين الغلاف الثاني المعقد (COPII) -الحويصلات المغلفة التي تبرعمت من سطح ER البروتينات ونقلت حمولة البروتينات إلى جهاز جولجي، المرضى الذين يعانون من CMRD, يظهر لديهم فشل في النمو في مرحلة الطفولة، غياب الكيلومكرونات المتداولة، وانخفاض مستويات الكوليسترول في الدم والبلازما، ونقص في الفيتامينات التي تذوب في الدهون.الطفرات الموجودة في SEC23A, وهو مكون آخر من مكونات غلاف COPII, تؤدي إلى خلل التنسّج العدسي الدّرزي (CLSD), متلازمة جسدية متنحية، تتشكل باعتام عدسة العين الدرزية، في اواخر مرحلة اغلاق يافوخ الجمجمة، وتشوهات الهيكل العظمي، وتشوهات ملامح الوجه.تم تسجيل حالتين من الأنساب CLSD كل مع طفرة مختلفة.

## العلاج بتغيير مسار COPII
إن شحنات كبيرة وضخمة كجزيئات المصفوفة الخارج خلوية وجسيمات البروتين الدهني، (100-500 نانوميتر في الحجم)، هي أكبر بكثير من حويصلات COPII 60-80نانومتر). هذه الجزيئات لا ينبغي أن تنسجم مع حويصلات COPII القياسية، حتى ان آلية نقلهم من الشبكة الاندوبلازمية إلى جهاز غولجي أمر مُحيّر. ومن المثير للاهتمام، أن تشوهات الإفراز لاثنين من الجزيئات في هذه الفئة، وهما الكولاجين والبروتينات الدهنية، ترتبط بخلل وراثي لمكونات COPII محددة (Sec24D في السمك الصغير، و Sec23A , Sar1Bفي الإنسان).
وبالتالي، فإن التلاعب في مسار COPII قد يتيح إمكانية جديدة لعلاج CDAII وF5F8D، فضلا عن العديد من الاضطرابات الأخرى. تحديد الأساس الجيني لـ F5F8D أيضاً.ويشير ذلك إلى أن IMANI وMCFD2 تعتبر أهداف علاجية جديدة محتملة لمنع تخثر الدم.النقص الكامل في هذه البروتينات لا يؤدي إلى خلل عام لنقل COPII, لكنه ينتج فقط النمط الظاهري لنزيف خفيف، مما يشير إلى دلالة كبيرة على سلامة هذا النهج العلاجي.
The COPII pathway and hematologic disease.